# 铜锣烧

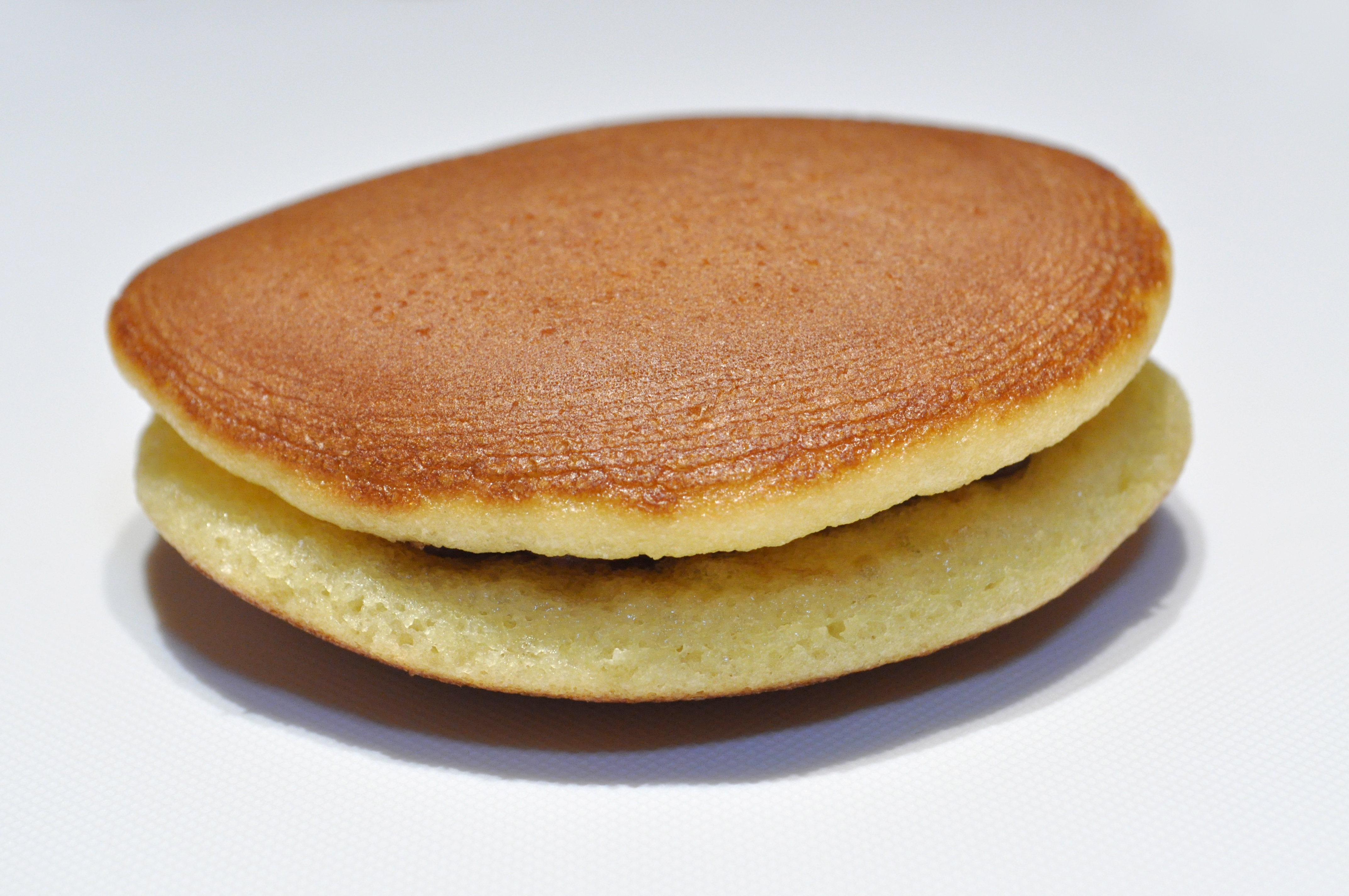
銅鑼燒

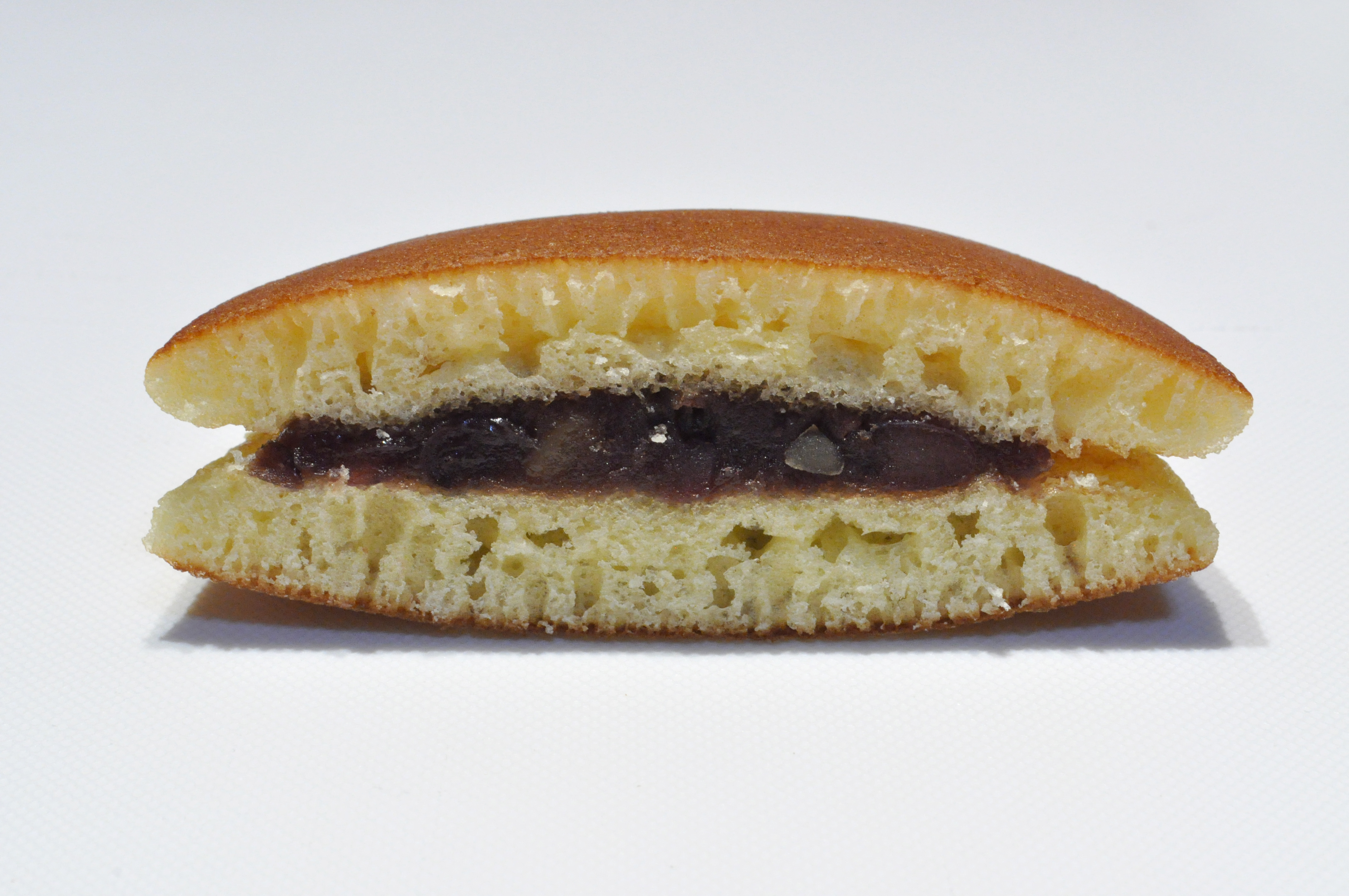
剝開的銅鑼燒

铜锣烧，香港又稱豆沙包或豆沙餅，中国大陆旧译甜馅饼，是一種和菓子，用兩片圓盤狀、類似美式鬆餅的烤餅皮包裹着豆沙馅，形状类似合在一起的两面銅鑼（日语：銅鑼（どら））。

## 歷史
據說平安時代名將源義經的家臣僧兵武藏坊弁慶受傷時接受民眾治療，離開時為了感謝恩人，就現場用小麥粉和水調製麵糊，在銅鑼上烙出兩張圓麵皮夾甜紅豆餡製成點心回贈，是为現在銅鑼燒的原型。因為形似一面銅鑼，麵皮又是以銅鑼代替煎鍋製成的，所以取名為「銅鑼燒」。
但武藏坊弁慶死於1189年，而鹹味紅豆餡誕生在鎌倉時代，甜味紅豆餡要到有砂糖傳入的室町時代才出現，此說本身有矛盾。
江戶時代為止的銅鑼燒，則是用一張麵皮包裹內餡，並將邊緣折起成四角狀，形狀近似金鍔餅（日语：金鍔焼き（きんつばやき））。
現代日本的銅鑼燒麵皮，受西洋文化啟發下誕生的長崎蛋糕影響，和江戶時代前的銅鑼燒已是不同的存在。也因此直到昭和20年代為止，銅鑼燒常被與明治時代引入，麵皮材料與口感都相近的鬆餅混為一談。

## 大眾文化
在日本漫畫《哆啦A夢》中，哆啦A夢最爱吃的食物便是铜锣烧（「哆啦」便是日語一詞的音譯），美国哆啦A梦動畫版翻译为Yummy-Buns。

## 參看
- 豆沙包 (京津)
- 和果子
- 多啦A夢

1. ↑  . 東京新聞. 2024-02-22  [2024-09-20].
2. ↑  . 哆啦A夢中文網.   [2025-08-15].